# Neoscopelus

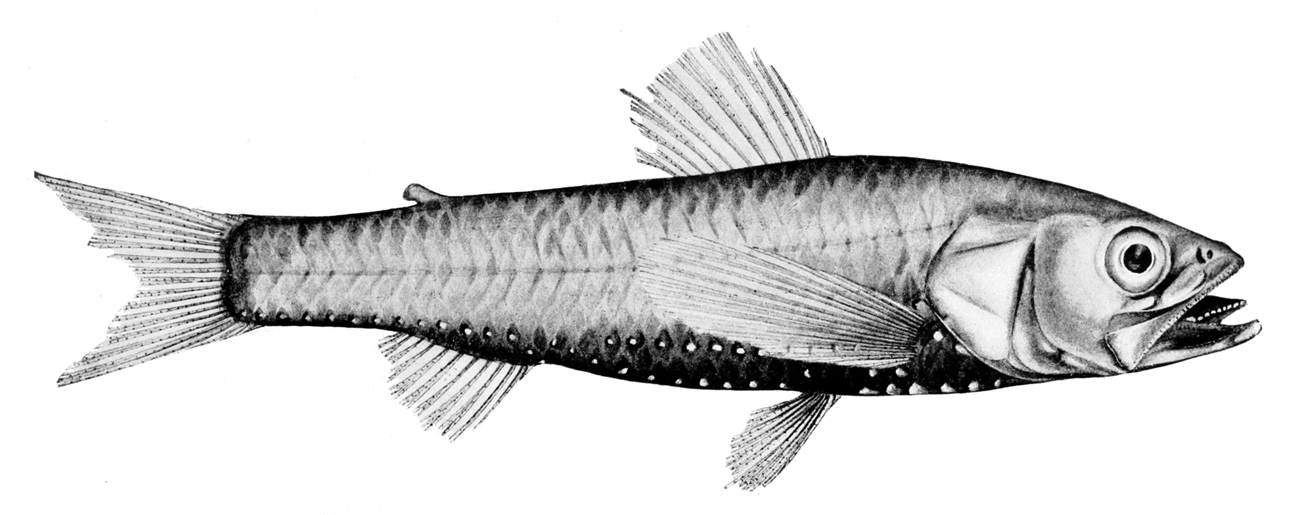
Neoscopelus macrolepidotus (il·lustració del 1911)

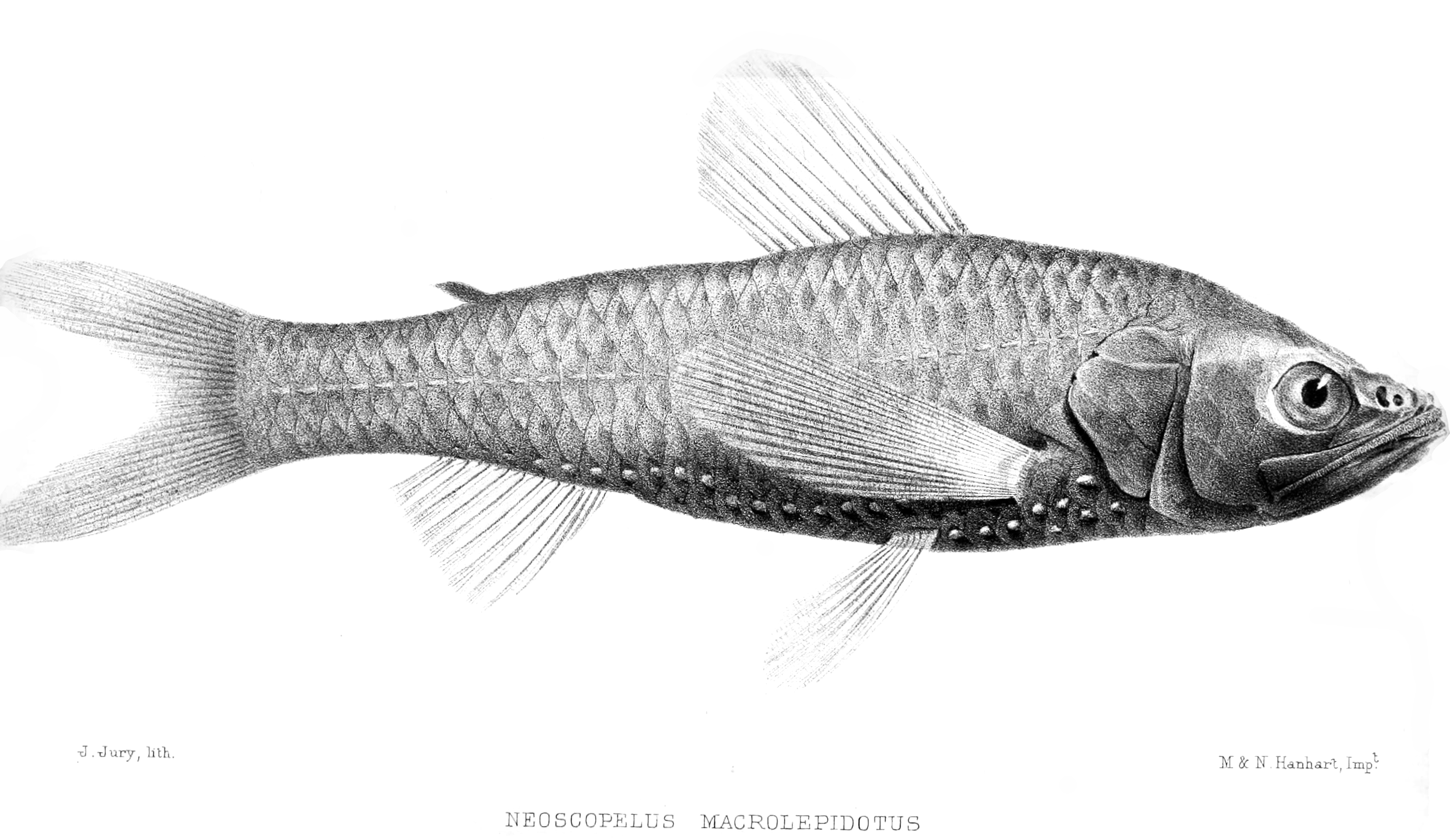
Neoscopelus macrolepidotus (il·lustració del 1863)

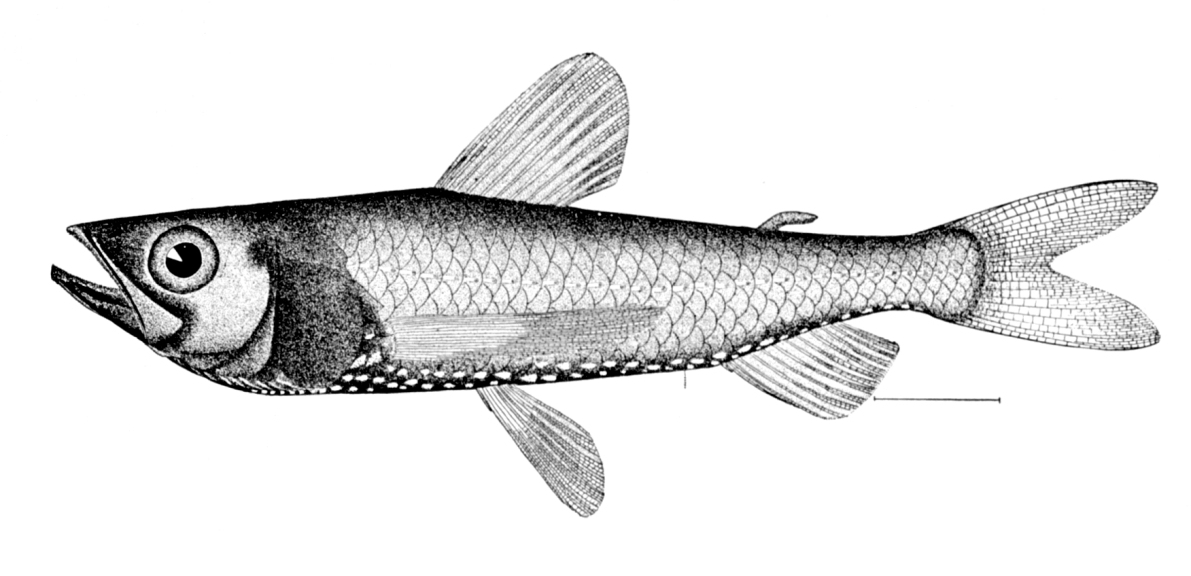
Neoscopelus macrolepidotus

Neoscopelus és un gènere de peixos pertanyent a la família dels neoscopèlids.
Són els únics neoscopèlids que tenen fotòfors, els quals són disposats en una sola sèrie al llarg de la perifèria de la llengua i en una altra al llarg del tronc.
Dues espècies es troben a l'Atlàntic nord i l'altra a les costes centrals i meridionals del Japó.

## Taxonomia
- Neoscopelus macrolepidotus (Johnson, 1863)[3]
- Neoscopelus microchir (Matsubara, 1943)[4]
- Neoscopelus porosus (Arai, 1969)[5][6][7][8][9][10][11]